# Trace Adkins
Tracy Darrell (Trace) Adkins (Sarepta (Louisiana), 13 januari 1962) is een Amerikaanse countryzanger en acteur. Adkins debuteerde in 1996 met het album Dreamin' Out Loud, uitgebracht bij Capitol Records in Nashville. Sindsdien heeft Adkins nog tien studio-albums en twee Greatest Hits compilaties uitgebracht. Daarnaast heeft hij meer dan 20 singles in de hitlijst gebracht in de Billboard-countrymuziekhitlijsten, waaronder de nummer 1-hits (This Ain't) No Thinkin' Thing], Ladies Love Country Boys en You're Gonna Miss This, die respectievelijk in 1997, 2007 en 2008 een hoogtepunt bereikten.
I Left Something Turned at Home ging naar 1 in de Canadese landelijke hitlijsten. Op een na hebben al zijn studioalbums in de Verenigde Staten een gouden of platina certificering gekregen, zijn meest verkochte tot nu toe is Songs About Me uit 2005, die 2 maal is gecertificeerd en multi-platina kreeg voor de verkoop van twee miljoen exemplaren. Adkins is algemeen bekend om zijn kenmerkende bas-bariton zangstem.
Hij heeft ook verschillende optredens op televisie gedaan, onder andere als panellid bij de spelshows Hollywood Squares en Pyramid, als finalist in 2008 en als winnaar in 2013 bij The All Star Celebrity Apprentice, als de stem voor het terugkerend personage Elvin bij King of the Hill en in televisiecommerciële voice-overs voor KFC en Firestone Tire and Rubber Company.
Ook heeft Adkins de autobiografie A Personal Stand: Observations and Opinions from a Free-Thinking Roughneck geschreven, die eind 2007 werd uitgebracht. Hij is verschenen in talrijke films, waaronder The Lincoln Lawyer, Moms' Night Out en I Can Only Imagine.

## Biografie
Adkins is geboren in Sarepta, Louisiana. Zijn grootouders van vaderskant waren Rayford D. Adkins (1921-1987) en de voormalige Mavis Giles, later Mavis Tilley (1923-1999). Zijn vader was Aaron Doyle Adkins (1942-2014), die zevenenveertig jaar werkte op de International Paper Container Division in Springhill (Louisiana). Adkins heeft twee broers; Scott Devin Adkins (1971-1993) overleed op 21-jarige leeftijd in een pick-up truck ongeval. Zijn oom van moederskant was de christelijke muzikant James W. Carraway (1923-2008). Zijn muzikale interesse kwam op jonge leeftijd toen hij tien was en zijn vader hem een gitaar kocht en iemand inhuurde om hem les te geven.
Op de Sarepta High School is Adkins lid geworden van de gospelmuziekgroep de New Commitments. Hij was ook lid van de FFA. Later ging Adkins naar de Louisiana Tech University in Ruston (Louisiana). Adkins verliet het team na zijn eerste seizoen als gevolg van een knieblessure, zonder ooit een wedstrijd te hebben gespeeld. Adkins heeft nooit afgestudeerd. Na het verlaten van de universiteit werkte hij op een petroleum-installatie. Hij speelde ook muziek in de band Bayou. Adkins werkte ook als apotheektechnicus, voordat hij een carrière in de muziek begon. Hij verloor de pink aan zijn linkerhand bij een ongeluk met een mes om een emmer te openen, en vroeg de dokters om de vinger opnieuw schuin te bevestigen zodat hij gitaar kon blijven spelen. Adkins verhuisde naar honky-tonk bars voor de volgende jaren in het gebied Ark-La-Tex en verhuisde uiteindelijk naar Nashville, Tennessee in 1992. Eind 1994 ontmoette Adkins Rhonda Forlaw, die een kaderlid was bij Arista Records Nashville. Forlaw liet talloze vrienden uit de muziekindustrie komen om Adkins te horen in de komende jaren. Scott Hendricks van Capitol Records Nashville contracteerde hem ter plekke op een avond terwijl Adkins in Tillie en Lucy's bar speelde in Mount Juliet, Tennessee.

## Muziekcarrière

### Vroege carrière
De eerste zelf geschreven single There's a Girl in Texas werd uitgebracht in 1996 en bereikte de top 20 in de Billboard Hot Country Singles & Tracks-hitlijst. Het werd gevolgd door de publicatie van zijn debuutalbum Dreamin' Out Loud later dat jaar. Het album produceerde verschillende hits, waaronder zijn eerste Top 5-single Every Light in the House, zijn eerste nummer 1-hit (This Ain't) No Thinkin' Thing en de Top 5-hit I Left Something Turned at Home. De laatste single was ook een nummer 1-hit in Canada. Zijn tweede album Big Time produceerde de Top 5-hit The Rest of Mine, maar de daaropvolgende singles bleken minder succesvol. Adkins werd in 1997 door de Academy of Country Music benoemd tot «Top New Male Artist». In 1998 verscheen Adkins in het muziekprogramma Austin City Limits van PBS (seizoen 23). Een verandering in het management vertraagde de publicatie van Adkins' derde album, maar het album More... werd uiteindelijk eind 1999 uitgebracht. Hoewel het titelnummer van het album de Top 10 bereikte, slaagde More... er niet in om de gouden status te bereiken. Adkins' dochter Mackenzie was te zien in de video More.

### 2001–2004
In 2001 raakte Adkins gewond bij een tractorongeval en moest hij tijdelijk het toeren annuleren. Kort na de publicatie van zijn album Chrome, begon hij een 28-daags alcohol rehabilitatieprogramma in Nashville. Chrome was zijn eerste album dat de Top 5 van de countryalbumhitlijsten bereikte, zijn kleine nummer bereikte eind 2002 de Top 10.
In 2003 bracht Adkins de twee albums Greatest Hits en Comin' on Strong uit. In hetzelfde jaar werd hij opgenomen in de Grand Ole Opry. Hij maakte ook optredens als het middelpunt in de spelshow Hollywood Squares en deed voice-overs in commercials voor fastfoodketen KFC. Slechts de single Then They Do werd uitgebracht uit deze Greatest Hits compilatie. Dit album, dat de Greatest Hits-collectie opvolgt, produceerde twee singles: de Top 5-single Hot Mama en Rough & Ready, dat als hoogtepunt de dertiende plek bereikte.
Adkins en Travis Tritt speelden in februari 2004 de rol van de gevangenen in een aflevering van de televisieserie Yes, Dear (Greg & Jimmy's Criminals).

### 2005–2007
In maart 2005 bracht Adkins zijn album Songs About Me uit. Het titelnummer werd in december 2004 als eerste single uitgebracht. De tweede single Arlington van het album genereerde controverse over de inhoud ervan (een eerstepersoonsaccount van een fictieve soldaat die op het punt stond te worden begraven op Arlington National Cemetery). Het werd gevolgd door Honky Tonk Badonkadonk, wat een cross-over hit werd, waardoor Adkins voor het eerst in de Top 40 van de Billboard Hot 100 kwam.
In 2006 verscheen het zevende studioalbum Dangerous Man. Swing, de afgeleide single van het album piekte op nummer 20, terwijl de follow-up Ladies Love Country Boys Adkins' tweede nummer 1-single werd in de countryhitlijsten en zijn eerste sinds (This Ain't) No Thinkin' Thing in 1997. Adkins' dochter Brianna was te zien in de video Ladies Love Country Boys. De laatste publicatie van het album I Wanna Feel Something bleek niet succesvol in de hitlijsten, als gevolg daarvan kondigde Adkins aan dat hij zou stoppen met het ondersteunen van de single.
In augustus 2007 bracht Adkins de single I Got My Game On uit. Oorspronkelijk was het nummer gepland om de afleiding van een nieuw album te zijn, voorlopig getiteld Game On. Adkins besloot echter geen volledig album uit te brengen en bracht in plaats daarvan zijn tweede Greatest Hits compilatie uit, American Man: Greatest Hits Volume II, waarvoor I Got My Game On diende als de afgeleide single. Het album heeft ook Adkins' snelststijgende single tot nu toe geproduceerd als zijn tweede single You're Gonna Miss This. You're Gonna Miss This is ook als zijn derde nummer een hit geworden in de Hot Country Songs, evenals de succesvolste single tot nu toe in de Billboard Hot 100 (nr. 12), Billboard Pop 100 (nr. 19) en de Hot Digital Songs-hitlijst (nr. 8).
Adkins bracht zijn eerste boek A Personal Stand: Observations and Opinions from a Free-Thinking Roughneck uit.

### 2008-2009
In 2008 bracht Adkins de single Muddy Water uit, de eerste single van het album X, die op 25 november werd uitgebracht. De video voor Muddy Water bevat een optreden van mede-Celebrity Apprentice-concurrent Stephen Baldwin als een man die wordt gedoopt in een rivier en later Adkins benadert als vriend. De single bereikte de top 30 in de countryhitlijst (nr. 22). Marry for Money en All I Ask for Anymore werden uitgebracht als de tweede en derde singles van het album en beiden piekten op 14 in de countryhitlijst.
In november 2008 trad Adkins op tijdens de Macy's Thanksgiving Day Parade. Hij reed met zijn gezin op het Jimmy Ray Dean-vlot en zong zijn beroemde lied You're Gonna Miss This. In 2009 verscheen Adkins in lokale Kansas City (Missouri)-commercials om reclame te maken voor seizoenskaarten voor het 50e seizoen van de Kansas City Chiefs van de National Football League.
Adkins nam het duet My First Ride op met countrylegende Ronnie Milsap ten behoeve van brandweerlieden en politieagenten in de Verenigde Staten en Canada. Na de publicatie van het nummer zei het label 'nee' tegen radiostations die het speelden zonder enige uitleg. Milsap leidde een protest bij Capitol Records tegen Free Trace en stond toe dat het nummer werd afgespeeld.
In november 2009 begon Adkins aan de "Shine All Night Tour", een co-headling-onderneming met landgenoot Martina McBride. Ook nam hij in 2009 het duet Hillbilly Bone op met Blake Shelton, dat werd uitgebracht als de eerste single van Sheltons aankomende zesde album. Op 18 oktober 2009 verscheen Adkins op Extreme Makeover: Home Edition om Ty Pennington en zijn ontwerpteam te helpen bij het bouwen van een nieuw huis voor de familie Marshall.

### 2010–2014: Move to Show Dog-Universal Music
In januari 2010 nam Adkins afscheid van zijn oude platenlabel Capitol Records Nashville en tekende vervolgens bij Show Dog-Universal Music.
Adkins' eerste single This Ain't No Love Song bij het label werd uitgebracht op 17 mei 2010 en diende als de eerste single van zijn negende studioalbum Cowboy's Back InTown. Het debuteerde op nummer 54 in de hitlijsten voor de week van 29 mei 2010. De tweede single van het album, Brown Chicken, Brown Cow, werd op 10 januari 2011 uitgebracht op de countryradio.
Twee mannen in een kleine Dodge-pick-up kwamen om het leven nadat ze op 13 februari 2010 tegen een van de tourbussen van Trace Adkins waren gebotst. Verschillende leden van de band van Adkins waren aan boord van de bus, maar raakten niet ernstig gewond. Adkins zelf zat toen niet in de bus. Op 10 oktober 2010 zong Adkins het volkslied in het Dallas Cowboys stadion.
Op 18 december 2010 trad Adkins op tijdens het jaarlijkse extravaganza van WWE, WWE Tribute to the Troops, waar hij geweldig werd ontvangen door de aanwezige soldaten. Hij verscheen opnieuw in een aflevering van WWE SmackDown live vanuit Nashville, Tennessee op 13 mei 2011 als het speciale lid van het WWE-publiek.
In maart 2011 bracht Adkins Just Fishin uit, waarin zijn jongste dochter Trinity te zien was in de video, die op hun boerderij werd opgenomen. Het nummer bereikte plaats 6 in de Billboard-hitlijst. Op 4 juni 2011 brandde het huis van Adkins in Brentwood (Tennessee) af. Op 20 oktober 2011 zong Adkins het volkslied in game 2 van de 2011 World Series in Saint Louis (Missouri).
In april 2011 onthulde Adkins dat hij verliefd was op hoofdtrainer Kim Mulkey van het damesbasketbalteam Baylor Lady Bears, terwijl de twee op de universiteit zaten bij Louisiana Tech, waarna hij zijn vertolking  One in a Million You aan haar wijdde. 
Mulkey's zus regelde in december 2011 een telefoongesprek tussen de zanger en de coach, waarop Kim Mulkey hem uitnodigde om te zingen bij Baylors thuiswedstrijd tegen de Connecticut Huskies. Adkins, die verhinderd was, regelde een optreden om het volkslied te zingen tijdens de thuiswedstrijd van de Lady Bears in februari 2012 tegen de Texas A&M Aggies.
In maart 2012 bezocht Adkins de Lady Bears terwijl ze op tournee waren in Kansas City om hen aan te moedigen voor hun NCAA Championships halve finale wedstrijd. Het team woonde later die week een van zijn concerten bij. 
In februari 2012 verscheen Adkins als gastzanger op het album Hell in a Handbasket van Meat Loaf.
Adkins speelde The Star-Spangled Banner tijdens de thuisvoetbalwedstrijd van de West Virginia Mountaineers tegen de Baylor Bears op 29 september 2012. Hij was pas de derde live-vertolker van het volkslied in de 32-jarige geschiedenis van Mountaineer Field.
Adkins bracht op 14 mei 2013 het nieuwe album Love Will ... uit. De eerste single van het album, Watch the World End, werd op 13 mei 2013 uitgebracht op de countryradio. In september 2013 werd aangekondigd dat hij niet langer op de Showdog-selectie stond volgens de officiële website.
Adkins bracht zijn eerste kerstalbum The King's Gift uit op 29 oktober 2013.

### 2015-heden: naar Wheelhouse Records
Op 6 april 2015 werd aangekondigd dat Adkins had getekend bij Broken Bow Records, onder de Wheelhouse-stempel. In augustus 2015 kondigde Broken Bow aan dat Adkins een van de eerste artiesten was die tekende bij het nieuwe label van het label Wheelhouse Records. Zijn eerste single voor het label was Jesus and Jones, die op 18 januari 2016 op de countryradio werd uitgebracht en een hoogtepunt bereikte op nummer 41 in de Country Airplay-hitlijst. Lit werd op 25 juli 2016 uitgebracht op de landelijke radio, hoewel het zich niet in de hitlijst kon plaatsen. Beide singles staan op het album Something's Going On, dat op 31 maart 2017 werd uitgebracht via Wheelhouse Records en het titelnummer werd een video.
Op 4 juli 2016 maakte Adkins een verrassingsoptreden tijdens de viering van de Onafhankelijkheidsdag in zijn geboorteplaats in Sarepta, Louisiana. Hij sloot zich aan op het podium van de Backbeat Boogie Band met verschillende ongeoefende nummers.
In 2019 verscheen Adkins op het nieuwe album Hixtape Volume 1 van Hardy. Op het album verschijnt hij op het nummer Redneck Tendencies met Joe Diffie.

### Celebrity Apprentice
Adkins was een deelnemer van januari-maart 2008 bij The Celebrity Apprentice van NBC. Elke celebrity-deelnemer speelde om donaties aan hun geselecteerde goede doel. Adkins speelde voor het Food Allergy Research & Education. Adkins koos voor het goede doel omdat zijn dochter lijdt aan levensbedreigende reacties op pinda's, melk en eieren. Uiteindelijk was hij de nummer twee van dat seizoen en verloor hij van Piers Morgan.
Adkins keerde terug voor de All-Stars-versie van The All-Star Celebrity Apprentice. Hij was de projectmanager voor zijn team Plan B, in de eerste taak, namelijk gehaktballen verkopen en won $670.072, een Celebrity Apprentice-record voor een eerste taak, voor zijn goede doel The American Red Cross. Samen met Vegas-illusionist Penn Jillette haalde Adkins opnieuw de finale (hij werd de eerste en enige persoon in de geschiedenis van de show die dit deed), waar Adkins won en The All-Star Celebrity Apprentice werd. Hij brak ook het record voor het hoogste bedrag dat iemand in de geschiedenis van de show voor zijn goede doel had ingezameld, met $ 1.524.072 voor het Amerikaanse Rode Kruis.

### Woordvoerder
In 2012 tekende Adkins een deal met truckstopketen Pilot Flying J om de nieuwe woordvoerder van het bedrijf te worden. Adkins leende ook zijn kenmerkende stem aan Firestone als onderdeel van de Drive a Firestone-campagne om het merk nieuw leven in te blazen in 2012. 

## Privéleven
Adkins heeft twee dochters met zijn eerste vrouw en drie dochters met zijn derde vrouw. Adkins is een aanhanger van de Republikeinse Partij van de Verenigde Staten en trad op tijdens de Republikeinse Nationale Conventie 2012 in Tampa (Florida). Hij trad ook op met het volkslied bij de tweede inauguratie van de republikeinse gouverneur van Tennessee Bill Haslam in 2015.
Op 12 oktober 2019 trouwde Adkins met een Canadese actrice in New Orleans, Louisiana.

## Onderscheidingen
| Jaar | Award                                                                                               | Resultaat   |
| ---- | --------------------------------------------------------------------------------------------------- | ----------- |
| 1996 | ACM Top New Male Vocalist                                                                           | Gewonnen    |
| 2008 | CMT Male Video of the Year - I Got My Game On                                                       | Gewonnen    |
| 2008 | 51st Grammy Awards - Best Male Country Vocal Performance - You're Gonna Miss This                   | Genomineerd |
| 2008 | 51st Grammy Awards - Best Country Song - You're Gonna Miss This (Ashley Gorley & Lee Thomas Miller) | Genomineerd |
| 2009 | ACM Single of the Year - You're Gonna Miss This                                                     | Gewonnen    |
| 2009 | 52nd Grammy Awards - Best Male Country Vocal Performance - All I Ask For Anymore                    | Genomineerd |
| 2009 | 52nd Grammy Awards - Best Country Song - All I Ask For Anymore (Casey Beathard & Tim James)         | Genomineerd |
| 2010 | ACM Vocal Event of the Year - Hillbilly Bone met Blake Shelton                                      | Gewonnen    |
| 2010 | CMT Music Awards - Collaborative Video of the Year - Hillbilly Bone met Blake Shelton               | Gewonnen    |

## Filmografie
Film
- 1987:	Square Dance	Bayou Band Member
- 2008:	Trailer Park of Terror
- 2008:	An American Carol
- 2010:	Tough Trade
- 2010:	Lifted
- 2011:	The Lincoln Lawyer
- 2012:	Wyatt Earp's Revenge
- 2013:	A Country Christmas
- 2013:	Don't Let Me Go
- 2014:	The Virginian
- 2014:	Moms' Night Out
- 2014:	Palominas
- 2016:	Traded
- 2016:	Deepwater Horizon
- 2016:	Stagecoach: The Texas Jack Story
- 2017:	Hickok
- 2018:	I Can Only Imagine
- 2019:	The Outsider
- 2019:	Bennett's War
- 2019:	Badland

Televisie
- 2003:	King of the Hill, als Big John - aflevering: Livin' on Reds, Vitamin C and Propane (voice)
- 2003-2004: Hollywood Squares, als zichzelf - 10 afleveringen
- 2004:	Yes, Dear, als Curtis - aflevering: Greg and Jimmy's Criminals
- 2004-2005: King of the Hill, als Elvin Mackleston - 3 afleveringen (voice)
- 2005:	Higglytown Heroes, als Cowboy Hero - aflevering: Higgly Hoedown (voice)
- 2005:	Blue Collar TV, als zichzelf - aflevering: Battle of the Sexes
- 2005:	My Name is Earl, als zichzelf - aflevering: Pilot
- 2007-2009: Extreme Makeover: Home Edition, als zichzelf - 2 afleveringen
- 2008:	The Young and the Restless, als zichzelf - aflevering: #1.8885
- 2008-2011: Celebrity Apprentice, als zichzelf - 16 afleveringen
- 2010:	Ace of Cakes, als zichzelf - aflevering: A Four Letter Word for Pastry
- 2012:	American Dad!, als Transvestite - aflevering: The Unbrave One (stem)
- 2013:	All-Star Celebrity Apprentice, als zichzelf - 12 afleveringen
- 2013:	To Appomattox, als John Gregg - 4 afleveringen
- 2015:	The Night Shift, als Smalls - aflevering: Moving On
- 2015:	Moonbeam City, als Sizzle Conrad - aflevering: Glitzotrene: One Town's Seduction